# وودمیر (نیویورک)
وودمیر (به انگلیسی: Woodmere) یک منطقهٔ مسکونی در ایالات متحده آمریکا است که در شهرستان نساو، نیویورک واقع شده‌است. وودمیر ۷٫۰ کیلومتر مربع مساحت و ۱۷٬۱۲۱ نفر جمعیت دارد و ۷ متر بالاتر از سطح دریا واقع شده‌است.